# SN 1961I
SN 1961I – supernowa typu II odkryta 3 czerwca 1961 roku w galaktyce NGC 4303. W momencie odkrycia miała maksymalną jasność 13,50m.